# Голубая река (фильм, 1995)
«Голуба́я река́» (англ. Blue River) — телефильм. Экранизация произведения, автор которого Итон Кенн.

## Сюжет
В фильме рассказывается о сложных отношениях мальчика-подростка со старшим братом. Братья встречаются спустя 15 лет и показывается как бы ретроспектива их отношений. Их отец бросил семью, а мать стала фанатичной христианкой и начала ухаживать за самодовольным директором школы. Младший брат Эдвард пытается совладать со своими чувствами к беспокойному старшему брату, которого он одновременно любит и боится.

## В ролях
- Джерри О'Коннелл — Лоуренс Сэлларс
- Ник Стал — Эдвард в юности
- Нил Макдона — Эдвард Сэллерас
- Джин Мэри Барнуэлл — Дариэнн
- Патрик Ренна — Золтан
- Сэм Эллиотт — Генри Хоуленд
- Сьюзан Дей — Миссис Сэлларс
- Ребекка Роджерс — Элизабет
- Лорри Линдберг — Миссис Сильвер
- Мерритт Уивер — Лотти
- Кара Джеделль — Анита Кэндл
- Кэтрин Шеффнер — Миссис МОррис
- Дэвид Каттинг — Джонатан
- Крис Блэкуелдер — Курт
- Джоанна Кэнтон — Стэйси